# 桓檀古記
《桓檀古記》是於1979年出版的一本書，內容以天神帝释桓因於天界建立「桓國」為起，至北扶餘人所建的渤海國滅亡為止，時間跨度達7萬餘年之久。
據此书發佈者李裕岦稱，《桓檀古記》是其老師桂延壽參考舊籍編成，並由李沂校閲，大概寫於20世紀初，在日韓合併之後（1910年）。當時桂延壽沒有立即出版，而是在臨終前將成稿交給了李裕岦，囑咐他要在1980年把書公諸於世。有觀點認爲，該書受到申采浩史學救國思想影響，內容亦有依照20世紀40年代末出現的僞書《檀箕古史》，應晚於1949年成書。畢業於韓國西江大學歷史系的學者李文英也認爲，李裕岦説辭不可信，桂延壽實無其人，此書乃李裕岦發揮自己充分的想象力而寫的一本小說。韓國史學界已將《桓檀古記》視為僞書，自該書面世以來，陸續有韓國學者撰文批判其真實性。

## 構成
- 《三聖記》：三聖是传说中的天帝桓因、降临到太伯山的帝释桓因之子桓雄、恒雄和熊女的儿子檀君王儉。大体为神话传说，分为上下两篇。
- 《檀君世紀》以公元前2333年为檀君元年。且一直说是在中国帝尧即位后的第25年，古朝鲜建立。
- 《北夫餘紀》
- 《迦葉原夫餘紀》
- 《太白逸史》

《三神五帝本紀》、《桓国本紀》、《神市本紀》、《三韓管境本紀》（馬韓世家上・下、番韓世家上・下）、《蘇塗经典本訓》、《高句麗国本紀》、《大震国本紀》。

### 《三聖記》
三聖是传说中的天帝桓因（即佛教中的帝释，帝释天，别名释提桓因）、降临到太伯山（妙香山）的桓因之子桓雄、桓雄和熊女的儿子檀君王儉。大体为神话传说，分为上下两篇。重点讲述了神市倍达国的建立，桓雄教化熊女的故事，以及檀君的发迹。

### 《神市歷代記》
天帝桓因的庶子桓雄奉詔下凡於太白山，建立倍達國，都神市，傳18世，享國一千五百六十五年。
1. 桓雄天皇，天帝桓因庶子，名居發桓，在位九十四年，壽一百二十歲。
2. 居佛理桓雄，在位八十六年，壽一百二歲。
3. 右耶古桓雄，在位九十九年，壽一百三十五歲。
4. 慕士羅桓雄，在位一百七年，壽一百二十九歲。
5. 太虞儀桓雄，在位九十三年，壽一百一十五歲。
6. 多儀發桓雄，在位九十八年，壽一百十歲。
7. 居連桓雄，在位八十一年，壽一百四十歲。
8. 安夫連桓雄，在位七十三年，壽九十四歲。
9. 養雲桓雄，在位九十六年，壽一百三十九歲。
10. 葛古桓雄，又曰瀆盧韓，在位一百年，壽一百二十五歲。
11. 居耶發桓雄，在位九十二年，壽一百四十九歲。
12. 州武愼桓雄，在位一百五年，壽一百二十三歲。
13. 斯瓦羅桓雄，在位六十七年，壽一百歲。
14. 慈烏支桓雄，世稱蚩尤天王，徙都靑邱國，在位一百九年，壽一百五十一歲。
15. 蚩額特桓雄，在位八十九年，壽一百一十八歲。
16. 祝多利桓雄，在位五十六年，壽九十九歲。
17. 赫多世桓雄，在位七十二年，壽九十七歲。
18. 居弗檀桓雄，或云檀雄，在位四十八年，壽八十二歲。

### 《檀君世紀》
其中檀君不單是一個人，而是先後列出了四十七代「檀君」，每代附以簡單事跡，名字為捏造。

#### 君主列表
1. 王儉（紀元前2333年 - 紀元前2240年）
2. 扶婁（紀元前2240年 - 紀元前2182年）
3. 嘉勒（紀元前2182年 - 紀元前2137年）
4. 烏斯丘（紀元前2137年 - 紀元前2099年）
5. 丘乙（紀元前2099年 - 紀元前2083年） 
丘乙借鉴中原的天干地支开始纪元。
6. 逹門（紀元前2083年 - 紀元前2047年）
7. 翰栗（紀元前2047年 - 紀元前1993年）
8. 于西翰（紀元前1993年 - 紀元前1985年）
9. 阿述（紀元前1985年 - 紀元前1950年）
10. 魯乙（紀元前1950年 - 紀元前1891年）
11. 道奚（紀元前1891年 - 紀元前1834年）
12. 阿漢（紀元前1834年 - 紀元前1782年）
13. 屹逹（紀元前1782年 - 紀元前1721年）
14. 古弗（紀元前1721年 - 紀元前1661年）
15. 代音（一云後屹達）（紀元前1661年 - 紀元前1610年） 
紀元前1661年、殷商朝小甲子高派遣大使确认朝鲜为商朝属国。
16. 尉那（紀元前1610年 - 紀元前1552年）
17. 余乙（紀元前1552年 - 紀元前1484年）
18. 冬奄（紀元前1484年 - 紀元前1435年）
19. 緱牟蘇（紀元前1435年 - 紀元前1380年）
20. 固忽（紀元前1380年 - 紀元前1337年）
21. 蘇台（紀元前1337年 - 紀元前1285年）
22. 索弗婁（紀元前1285年 - 紀元前1237年）
23. 阿忽（紀元前1237年 - 紀元前1161年）
24. 延那（紀元前1161年 - 紀元前1150年）
25. 率那（紀元前1150年 - 紀元前1062年）
26. 鄒魯（紀元前1062年 - 紀元前997年）
27. 豆密（紀元前997年 - 紀元前971年）
28. 奚牟（紀元前971年 - 紀元前943年）
29. 摩休（紀元前943年 - 紀元前909年）
30. 奈休（紀元前909年 - 紀元前874年）
31. 登兀（紀元前874年 - 紀元前849年）
32. 鄒密（紀元前849年 - 紀元前819年）
33. 甘勿（紀元前819年 - 紀元前795年）
34. 奥婁門（紀元前795年 - 紀元前772年）
35. 沙伐（紀元前772年 - 紀元前704年）
36. 買勒（紀元前704年 - 紀元前646年）
37. 麻勿（紀元前646年 - 紀元前590年）
38. 多勿（紀元前590年 - 紀元前545年）
39. 豆忽（紀元前545年 - 紀元前509年）
40. 逹音（紀元前509年 - 紀元前491年）
41. 音次（紀元前491年 - 紀元前471年）
42. 乙于支（紀元前471年 - 紀元前461年）
43. 勿理（紀元前461年 - 紀元前425年）
44. 丘勿（紀元前425年 - 紀元前396年）
45. 余婁（紀元前396年 - 紀元前341年）
46. 普乙（紀元前341年 - 紀元前295年）
47. 古列加（紀元前295年 - 紀元前238年）

《桓檀古记》认为，前238年，檀君朝鲜君主古列加棄位入山，修道登仙。宗室大解慕漱據故都白岳山，稱爲天王郞，建立北扶余。封須臾侯箕否（哀王準之父）爲番朝鮮王。

### 《大震国本紀》
斜体为史料中有的信息，其他如庙号、皇帝尊号等为《太白逸史》杜撰
| 廟號 | 諡號       | 姓名   | 年號 |
| ---- | ---------- | ------ | ---- |
| 世祖 | 振國烈皇帝 | 大仲象 | 重光 |
| 太祖 | 聖武高皇帝 | 大祚荣 | 天統 |
| 光宗 | 武皇帝     | 大武艺 | 仁安 |
| 世宗 | 光聖文皇帝 | 大钦茂 | 大兴 |
| 仁宗 | 成皇帝     | 大华玙 | 中兴 |
| 穆宗 | 康皇帝     | 大嵩璘 | 正曆 |
| 毅宗 | 定皇帝     | 大元瑜 | 永德 |
| 康宗 | 僖皇帝     | 大言义 | 朱雀 |
| 哲宗 | 簡皇帝     | 大明忠 | 太始 |
| 聖宗 | 宣皇帝     | 大仁秀 | 建兴 |
| 莊宗 | 和皇帝     | 大彝震 | 咸和 |
| 順宗 | 安皇帝     | 大虔晃 | 大定 |
| 明宗 | 景皇帝     | 大玄锡 | 天福 |
|      | 哀帝       | 大諲譔 | 清泰 |